# HC Příbram
HC Baník Příbram (celým názvem: Hockey Club Baník Příbram) je český klub ledního hokeje, který sídlí v Příbrami ve Středočeském kraji. Založen byl v roce 1933. V roce 1991 bylo do klubu sloučeno armádní mužstvo VTJ Příbram. V roce 2018 došlo k založení ženského družstva, které začalo působit ihned v nejvyšší soutěži. Vše se odehrálo po přesunu extraligové licence a družstev pražské Slavie, celkově desetinásobných mistrů České republiky v ženském hokeji. Mužské družstvo působí od sezóny 2019/20 ve 2. lize, třetí české nejvyšší soutěži ledního hokeje. Klubové barvy jsou zelená a černá.
Své domácí zápasy odehrává na zimním stadionu Příbram s kapacitou 4 200 diváků.

## Historické názvy
Zdroj:
- 1933 – LK Příbram
- 1945 – fúze s AFK Horymír Příbram ⇒ SK Horymír Příbram (Sportovní klub Horymír Příbram)
- 1949 – Sokol Příbram
- 1950 – Sokol Caloria Příbram
- 1951 – Baník Příbram
- 1953 – DSO Baník Příbram (Dobrovolná sportovní organisace Baník Příbram)
- 1957 – TJ Baník Příbram (Tělovýchovná jednota Baník Příbram)
- 1991 – fúze s VTJ Příbram ⇒ VTJ Baník Příbram (Vojenská tělovýchovná jednota Baník Příbram)
- 1993 – HC VTJ Příbram (Hockey Club Vojenská tělovýchovná jednota Příbram)
- 1994 – HC Příbram (Hockey Club Příbram)
- 2006 – fúze s HC EarthForce Příbram ⇒ název nezměněn[6]
- 2018 – fúze s HC Slavia Praha (ženy) ⇒ název nezměněn[4][5]
- 2021 – HC Baník Příbram (Hockey Club Baník Příbram, pouze mužský A tým)

## Získané trofeje
- Extraliga ženského hokeje ( 2× )
  - Extraliga ženského hokeje 2018/2019[7],2021/22[8]

## Přehled ligové účasti

### Umístění mužů
Stručný přehled
Zdroj:
- 1943–1944: Divize – sk. Jih (2. ligová úroveň v Protektorátu Čechy a Morava)
- 1945–1946: Divize – sk. Jih (2. ligová úroveň v Československu)
- 1949–1950: Oblastní soutěž – sk. C2 (2. ligová úroveň v Československu)
- 1950–1951: Oblastní soutěž – sk. D (2. ligová úroveň v Československu)
- 1951–1952: Středočeská I. třída – sk. B (2. ligová úroveň v Československu)
- 1952–1953: Středočeská I. A třída – sk. B (2. ligová úroveň v Československu)
- 1958–1959: Oblastní soutěž – sk. B (3. ligová úroveň v Československu)
- 1972–1973: Divize – sk. D (3. ligová úroveň v Československu)
- 1973–1974: Divize – sk. D (4. ligová úroveň v Československu)
- 1974–1975: 2. ČNHL – sk. A (3. ligová úroveň v Československu)
- 1975–1976: Divize – sk. A (4. ligová úroveň v Československu)
- 1976–1979: 2. ČNHL – sk. A (3. ligová úroveň v Československu)
- 1979–1980: 1. ČNHL – sk. A (2. ligová úroveň v Československu)
- 1983–1987: 2. ČNHL – sk. B (3. ligová úroveň v Československu)
- 1991–1993: 2. ČNHL – sk. B (3. ligová úroveň v Československu)
- 1993–1997: 2. liga – sk. Západ (3. ligová úroveň v České republice)
- 1997–1999: Středočeský krajský přebor (4. ligová úroveň v České republice)
- 1999–2004: 2. liga – sk. Západ (3. ligová úroveň v České republice)
- 2004–2005: 2. liga – sk. Střed (3. ligová úroveň v České republice)
- 2005–2006: bez soutěže[6]
- 2006–2009: Středočeský krajský přebor (4. ligová úroveň v České republice)
- 2009–2017: Středočeská krajská liga (4. ligová úroveň v České republice)
- 2017–2019: Středočeská krajská liga – sk. Západ (4. ligová úroveň v České republice)
- 2019–2020 : 2. liga – sk. Střed (3. ligová úroveň v České republice)
- 2020–2022 : 2. liga – sk. Jih (3. ligová úroveň v České republice)
- 2022– : 2. liga – sk. Západ (3.ligová úroveň v České republice)

Jednotlivé ročníky
Zdroj:
Legenda: ZČ - základní část, červené podbarvení - sestup, zelené podbarvení - postup, fialové podbarvení - reorganizace, změna skupiny či soutěže
| Protektorát Čechy a Morava (1943 – 1944)                                    |                                      |           |           |                                                                  |                         |
| Sezóny                                                                      | Soutěž                               | Úroveň    | ZČ        | Play-off, nadstavba, sk. o udržení...                            | Poznámky                |
| 1943/44                                                                     | Divize – sk. Jih                     | 2. úroveň | 3. místo  |                                                                  |                         |
| Československo (1945 – 1993)                                                |                                      |           |           |                                                                  |                         |
| Sezóny                                                                      | Soutěž                               | Úroveň    | ZČ        | Play-off, nadstavba, sk. o udržení...                            | Poznámky                |
| 1945/46                                                                     | Divize – sk. Jih                     | 2. úroveň | 6. místo  |                                                                  | Reorganizace            |
| ...                                                                         |                                      |           |           |                                                                  |                         |
| 1949/50                                                                     | Oblastní soutěž – sk. C2             | 2. úroveň | 4. místo  |                                                                  | Změna skupiny           |
| 1950/51                                                                     | Oblastní soutěž – sk. D              | 2. úroveň | 4. místo  |                                                                  | Reorganizace            |
| 1951/52                                                                     | Středočeská I. třída – sk. B         | 2. úroveň | 4. místo  |                                                                  | Reorganizace            |
| 1952/53                                                                     | Středočeská I. A třída – sk. B       | 2. úroveň | 1. místo  |                                                                  | Reorganizace            |
| ...                                                                         |                                      |           |           |                                                                  |                         |
| 1958/59                                                                     | Oblastní soutěž – sk. B              | 3. úroveň | 4. místo  |                                                                  | Sestup                  |
| ...                                                                         |                                      |           |           |                                                                  |                         |
| 1972/73                                                                     | Divize – sk. D                       | 3. úroveň | 4. místo  |                                                                  | Reorganizace            |
| 1973/74                                                                     | Divize – sk. D                       | 4. úroveň | 1. místo  | Kvalifikace o 2. ČNHL – sk. A (2. místo)                         | Postup                  |
| 1974/75                                                                     | 2. ČNHL – sk. A                      | 3. úroveň | 8. místo  |                                                                  | Sestup                  |
| 1975/76                                                                     | Divize – sk. A                       | 4. úroveň | 1. místo  |                                                                  | Postup                  |
| 1976/77                                                                     | 2. ČNHL – sk. A                      | 3. úroveň | 8. místo  |                                                                  |                         |
| 1977/78                                                                     | 2. ČNHL – sk. A                      | 3. úroveň | 5. místo  |                                                                  |                         |
| 1978/79                                                                     | 2. ČNHL – sk. A                      | 3. úroveň | 3. místo  |                                                                  | Reorganizace            |
| 1979/80                                                                     | 1. ČNHL – sk. A                      | 2. úroveň | 11. místo |                                                                  | Sestup                  |
| ...                                                                         |                                      |           |           |                                                                  |                         |
| 1983/84                                                                     | 2. ČNHL – sk. B                      | 3. úroveň | 6. místo  |                                                                  |                         |
| 1984/85                                                                     | 2. ČNHL – sk. B                      | 3. úroveň | 5. místo  |                                                                  |                         |
| 1985/86                                                                     | 2. ČNHL – sk. B                      | 3. úroveň | 4. místo  |                                                                  |                         |
| 1986/87                                                                     | 2. ČNHL – sk. B                      | 3. úroveň | 8. místo  |                                                                  | Sestup                  |
| ...                                                                         |                                      |           |           |                                                                  |                         |
| 1991/92                                                                     | 2. ČNHL – sk. B                      | 3. úroveň | 4. místo  |                                                                  |                         |
| 1992/93                                                                     | 2. ČNHL – sk. B                      | 3. úroveň | 6. místo  |                                                                  | Reorganizace            |
| Česko (1993 – )                                                             |                                      |           |           |                                                                  |                         |
| Sezóny                                                                      | Soutěž                               | Úroveň    | ZČ        | Play-off, nadstavba, sk. o udržení...                            | Poznámky                |
| 1993/94                                                                     | 2. liga – sk. Západ                  | 3. úroveň | 6. místo  | Ne                                                               |                         |
| 1994/95                                                                     | 2. liga – sk. Západ                  | 3. úroveň | 3. místo  | Ne                                                               |                         |
| 1995/96                                                                     | 2. liga – sk. Západ                  | 3. úroveň | 1. místo  | Ne                                                               | Baráž                   |
| 1996/97                                                                     | 2. liga – sk. Západ                  | 3. úroveň | 16. místo | Ne                                                               | Sestup                  |
| 1997/98                                                                     | Středočeský krajský přebor           | 4. úroveň | 1. místo  | Finále                                                           | Baráž                   |
| 1998/99                                                                     | Středočeský krajský přebor           | 4. úroveň | ?. místo  | Ne                                                               | Koupě licence           |
| 1999/00                                                                     | 2. liga – sk. Západ                  | 3. úroveň | 16. místo | Ne                                                               |                         |
| 2000/01                                                                     | 2. liga – sk. Západ                  | 3. úroveň | 10. místo | Ne                                                               |                         |
| 2001/02                                                                     | 2. liga – sk. Západ                  | 3. úroveň | 9. místo  | Ne                                                               |                         |
| 2002/03                                                                     | 2. liga – sk. Západ                  | 3. úroveň | 8. místo  | Osmifinále (prohra 0:2 na zápasy s KLH Vajgar Jindřichův Hradec) |                         |
| 2003/04                                                                     | 2. liga – sk. Západ                  | 3. úroveň | 10. místo | Skupina o udržení (1. místo)                                     | Změna skupiny           |
| 2004/05                                                                     | 2. liga – sk. Střed                  | 3. úroveň | 12. místo | Skupina o udržení (4. místo)                                     | Sestup                  |
| Mužské družstvo bylo pro sezónu 2005/06 po sestupu ze druhé ligy neaktivní. |                                      |           |           |                                                                  |                         |
| 2006/07                                                                     | Středočeský krajský přebor           | 4. úroveň | 6. místo  | Čtvrtfinále                                                      |                         |
| 2007/08                                                                     | Středočeský krajský přebor           | 4. úroveň | 1. místo  | Finále                                                           | Kvalifikace             |
| 2008/09                                                                     | Středočeský krajský přebor           | 4. úroveň | 3. místo  | Čtvrtfinále                                                      | Změna názvu soutěže     |
| 2009/10                                                                     | Středočeská krajská liga             | 4. úroveň | 5. místo  | Semifinále                                                       |                         |
| 2010/11                                                                     | Středočeská krajská liga             | 4. úroveň | 6. místo  | Semifinále                                                       |                         |
| 2011/12                                                                     | Středočeská krajská liga             | 4. úroveň | 5. místo  | Finále                                                           |                         |
| 2012/13                                                                     | Středočeská krajská liga             | 4. úroveň | 4. místo  | Finále                                                           |                         |
| 2013/14                                                                     | Středočeská krajská liga             | 4. úroveň | 4. místo  | Čtvrtfinále                                                      |                         |
| 2014/15                                                                     | Středočeská krajská liga             | 4. úroveň | 7. místo  | Čtvrtfinále                                                      |                         |
| 2015/16                                                                     | Středočeská krajská liga             | 4. úroveň | 5. místo  | Čtvrtfinále                                                      |                         |
| 2016/17                                                                     | Středočeská krajská liga             | 4. úroveň | 11. místo | Ne                                                               | Reorganizace            |
| 2017/18                                                                     | Středočeská krajská liga – sk. Západ | 4. úroveň | 5. místo  | Ne                                                               |                         |
| 2018/19                                                                     | Středočeská krajská liga – sk. Západ | 4. úroveň | 5. místo  | Ne                                                               | Koupě licence od Letňan |
| 2019/20                                                                     | 2. liga – sk. Střed                  | 3. úroveň | 3. místo  | play-off zrušeno kvůli pandemii covidu-19                        | Změna skupiny           |
| 2020/21                                                                     | 2. liga – sk. Jih                    | 3. úroveň | neurčeno  | Ne                                                               | Zrušeno                 |
| 2021/22                                                                     | 2. liga – sk. Jih                    | 3. úroveň | 2. místo  | Finále (prohra 1:4 na zápasy s HC Tábor)                         | Změna skupiny           |
| 2022/23                                                                     | 2. liga – sk. Západ                  | 3. úroveň | 5. místo  | Čtvrtfinále (prohra 2:3 na zápasy s Piráti Chomutov)             |                         |
| 2023/24                                                                     | 2. liga – sk. Západ                  | 3. úroveň | 3. místo  | Čtvrtfinále (prohra 2:3 na zápasy s HC Tábor)                    |                         |
| 2024/25                                                                     | 2. liga – sk. Západ                  | 3. úroveň | 2. místo  | Semifinále (prohra 1:4 na zápasy s AZ Havířov)                   |                         |

### Umístění žen
Stručný přehled
Zdroj:
- 2018– : Extraliga (1. ligová úroveň v České republice)

Jednotlivé ročníky
Zdroj:
Legenda: ZČ - základní část, červené podbarvení - sestup, zelené podbarvení - postup, fialové podbarvení - reorganizace, změna skupiny či soutěže
| Česko (2018 – ) |           |           |          |                                       |                                         |
| Sezóny          | Soutěž    | Úroveň    | ZČ       | Play-off, nadstavba, sk. o udržení... | Poznámky                                |
| 2018/19         | Extraliga | 1. úroveň | 1. místo | Vítěz                                 |                                         |
| 2019/20         | Extraliga | 1. úroveň | 1. místo |                                       | sezóna zrušena kvůli pandemii covidu-19 |
| 2020/21         | Extraliga | 1.úroveň  |          |                                       | sezóna zrušena kvůli pandemii covidu-19 |
| 2021/22         | Extraliga | 1.úroveň  | 1. místo | Vítěz                                 |                                         |
| 2022/23         | Extraliga | 1.úroveň  | 1. místo | Vítěz                                 |                                         |
| 2023/24         | Extraliga | 1.úroveň  | 1. místo | Vítěz                                 |                                         |